# Nautilus (série de tv)
Nautilus é uma minissérie de televisão britânica de drama e aventura em dez partes criada por James Dormer. É uma releitura do romance Vinte Mil Léguas Submarinas, de Júlio Verne, de 1870, que apresenta a história de origem do Capitão Nemo, um príncipe indiano que se tornou um cientista cruzado.
Em agosto de 2023 após a conclusão das filmagens, foi anunciado que a Disney+, a distribuidora original, não lançaria a série. Em agosto de 2024, a Amazon Prime Video adquiriu a série para distribuição no Reino Unido e na Irlanda, onde a série foi lançada em 25 de outubro de 2024.

## Premissa
O ano é 1857, e a Companhia Britânica das Índias Orientais detém mais poder do que qualquer nação na Terra, graças aos seus exércitos e marinhas particulares, enquanto rouba as riquezas das nações que subjugou. Em Kalpani, Índia, um enorme navio submersível, o Nautilus, está sendo construído secretamente pela Companhia usando trabalho escravo da prisão colonial. Embora originalmente projetado como um navio de exploração submarina, a Companhia pretende armar o Nautilus e usá-lo como um novo tipo de navio de guerra. Um dos prisioneiros forçados a construir o Nautilus é Nemo, que também projetou os motores do Nautilus, mas que planejava uma revolta de prisioneiros para tomar o Nautilus e usá-lo para escapar. No entanto, quando são anunciados os planos de que o Nautilus partiria para Bombaim dias antes do esperado, Nemo e seus seguidores conseguem assumir o controle do Nautilus e escapar para o mar. Agora caçado pela Companhia das Índias Orientais e seu vingativo Diretor Crawley, ambos querendo o Nautilus de volta e Nemo morto, Nemo e sua tripulação heterogênea navegam pelos mares em uma missão de retribuição e vingança para destruir completamente o poder da Companhia... e a própria Empresa.

## Elenco e personagens
- Shazad Latif como o Capitão Nemo
- Georgia Flood como Humility Lucas
- Thierry Frémont como Gustave Benoit
- Pacharo Mzembe como Boniface
- Arlo Green como Turan
- Tyrone Ngatai como Kai
- Ling Cooper Tang como Suyin
- Andrew Shaw como Jiacomo
- Ashan Kumar como Ranbir
- Chum Ehelepola como Jagadish
- Céline Menville como Loti
- Cameron Cuffe como o Capitão Pitt
- Kayden Price como Blaster
- Damien Garvey como o Diretor Crawley
- Richard E. Grant como o líder dos Karajaan
- Muki Zubis como Casamir
- Benedict Hardie como Cuff
- Adolphus Waylee como Absalom Boston
- Jacob Collins-Levy como o Capitão Youngblood
- Luke Arnold como o Capitão Billy Millais
- Anna Torv como Revna (convidada no  episódio 9, temporada 1)

## Episódios
| N. | Título                    | Dirigido por     | Escrito por            | Exibição Original                                                |
| -- | ------------------------- | ---------------- | ---------------------- | ---------------------------------------------------------------- |
| 1  | "Évasion"                 | Michael Matthews | James Dormer           | 12 junho de 2024 (Suécia) 25 de outubro de 2024 (Reino Unido)    |
| 2  | "Tic, Tac, Boum"          | Michael Matthews | James Dormer           | 12 junho de 2024 (Suécia) 25 de outubro de 2024 (Reino Unido)    |
| 3  | "Le Force Du Peuple"      | Michael Matthews | Matthew Parkhill       | 19 junho de 2024 (Suécia) 25 de outubro de 2024 (Reino Unido)    |
| 4  | "Sur Une Pente Glissante" | Michael Matthews | Sian Ejiwunmi-Le Berre | 19 junho de 2024 (Suécia) 25 de outubro de 2024 (Reino Unido)    |
| 5  | "Hallucinations"          | Ben C. Lucas     | Sonya Desai            | 26 junho de 2024 (Suécia) 25 de outubro de 2024 (Reino Unido)    |
| 6  | "L`Atlantide"             | Ben C. Lucas     | Sian Ejiwunmi-Le Berre | 26 junho de 2024 (Suécia) 25 de outubro de 2024 (Reino Unido)    |
| 7  | "Guerre Froide"           | Ben C. Lucas     | Matthew Parkhill       | 3 de julho de 2024 (Suécia) 25 de outubro de 2024 (Reino Unido)  |
| 8  | "Le Point De Bascule"     | Isabelle Sieb    | James Dormer           | 3 de julho de 2024 (Suécia) 25 de outubro de 2024 (Reino Unido)  |
| 9  | "La Chevauchée"           | Isabelle Sieb    | Matthew Parkhill       | 10 de julho de 2024 (Suécia) 25 de outubro de 2024 (Reino Unido) |
| 10 | "Bouquet Final"           | Isabelle Sieb    | James Dormer           | 10 de julho de 2024 (Suécia) 25 de outubro de 2024 (Reino Unido) |

## Produção

### Desenvolvimento
Em agosto de 2021, foi anunciado que a Disney+ havia encomendado Nautilus, uma série de televisão de dez partes sobre a origem do Capitão Nemo e seu submarino, o Nautilus. James Dormer escreveu a série e também atuou como produtor executivo com Xavier Marchand, Anand Tucker e Johanna Devereaux. A  série foi produzida pela Moonriver TV e a Seven Stories. Michael Matthews ingressou como diretor em novembro de 2021. Cameron Welsh se juntou como produtor da série e Chris Loveall se juntou como produtor executivo em fevereiro de 2022; Colleen Woodcock e Daisy Gilbert entraram como produtoras executivas um ano depois.

### Escolha do Elenco
Shazad Latif foi escalado como Capitão Nemo em novembro de 2021. Em fevereiro de 2022, Georgia Flood, Thierry Frémont, Pacharo Mzembe, Arlo Green, Tyrone Ngatai, Ling Cooper Tang, Andrew Shaw, Ashan Kumar, Chum Ehelepola, Céline Menville, Kayden Price e Damien Garvey foram escalados. [2] [3] Em maio de 2022, Richard E. Grant se juntou ao elenco como ator convidado. Muki Zubis, Benedict Hardie, Jacob Collins-Levy, Adolphus Waylee, Cameron Cuffe e Luke Arnold também se juntaram ao elenco.

### Filmagem
As filmagens estavam programadas para começar em dezembro de 2021 e deveriam terminar em janeiro de 2023. As filmagens começaram em meados de fevereiro de 2022 no Village Roadshow Studios em Gold Coast, Queensland. A série foi filmada no The Old Museum em Brisbane em maio de 2022, e no Queensland Parliament House em setembro. Ben C. Lucas dirigiu os episódios 5, 6 e 7, enquanto Isabelle Sieb dirigiu os três últimos episódios da série.

### Lançamento
Nautilus é distribuído mundialmente pela Disney Entertainment. A série estava originalmente programada para ser transmitida no Disney+ no Reino Unido, mas foi anunciado que não seguiria adiante. Foi ao ar pela primeira vez na SVT Play na Suécia em 12 de junho de 2024.
Em outubro de 2023, a AMC anunciou que havia adquirido a série para transmissão nos Estados Unidos e Canadá em 2024.
Em agosto de 2024, a Amazon Prime Video adquiriu a série para lançamento no Reino Unido e na Irlanda, onde estreou 
em 25 de outubro de 2024, com todos os episódios sendo lançados no mesmo dia. Em outros países europeus, a série completa foi lançada em 18 de outubro de 2024.
Em 26 de setembro de 2024, a Stan anunciou que adquiriu a série. Em 1º de outubro, Stan anunciou que o programa seria lançado em 25 de outubro, simultaneamente com o Prime Video.

## Links externos
- Nautilus. no IMDb.